# シーズン2
『シーズン2』（シーズンツー）は、筋肉少女帯の14枚目のアルバム。2009年5月20日発売。

## 解説
2006年に筋肉少女帯が復活して第二弾目となるアルバム。
前作ではバラバラだったゲストのサポートドラマーは新人ツアーでもサポートを務めた長谷川浩二に固定。元メンバーである三柴理もピアノ・キーボードで再び参加。

## 収録曲
1. 心の折れたエンジェル
(作詞：大槻ケンヂ / 作曲：本城聡章）
2. ドナドナ
（作詞：大槻ケンヂ / 作曲：本城聡章）
「ツアーファイナル」のカップリング曲。
3. 踊る赤ちゃん人間
（作詞：大槻ケンヂ / 作曲：橘高文彦）
ユニット『大槻ケンヂと橘高文彦』の楽曲のセルフカヴァー。
4. 人間嫌いの歌
（作詞：大槻ケンヂ / 作曲：大槻ケンヂ）
5. 世界中のラブソングが君を
（作詞：大槻ケンヂ / 作曲：本城聡章）
PVあり
6. ロシアンルーレット・マイライフ
（作詞：大槻ケンヂ / 作曲：本城聡章）
7. プライド・オブ・アンダーグラウンド
（作詞：大槻ケンヂ / 作曲：大槻ケンヂ）
音楽ユニット『ポアロ』に提供した楽曲のセルフカヴァー。
8. 蓮華畑
（作詞：大槻ケンヂ / 作曲：内田雄一郎）
9. ノーマン・ベイツ'09
（作詞：大槻ケンヂ / 作曲：大槻ケンヂ）
1stアルバム『仏陀L』の収録曲のリアレンジバージョン。
10. 1000年の監視者
（作詞：大槻ケンヂ / 作曲：橘高文彦）
11. へそ天エリザベスカラー
（作詞：大槻ケンヂ / 作曲：本城聡章）
「ツアーファイナル」のカップリング曲。
12. ゴッドアングル Part2
（作詞：大槻ケンヂ / 作曲：内田雄一郎）
13. ツアーファイナル
（作詞：大槻ケンヂ / 作曲：橘高文彦）

（全編曲：筋肉少女帯）

## 演奏者
- 大槻ケンヂ - ボーカル
- 橘高文彦 - ギター
- 本城聡章 - ギター
- 内田雄一郎 - ベース
- 長谷川浩二 - ドラム(ゲスト)
- 三柴理 - キーボード(ゲスト)